# 板橋新都市

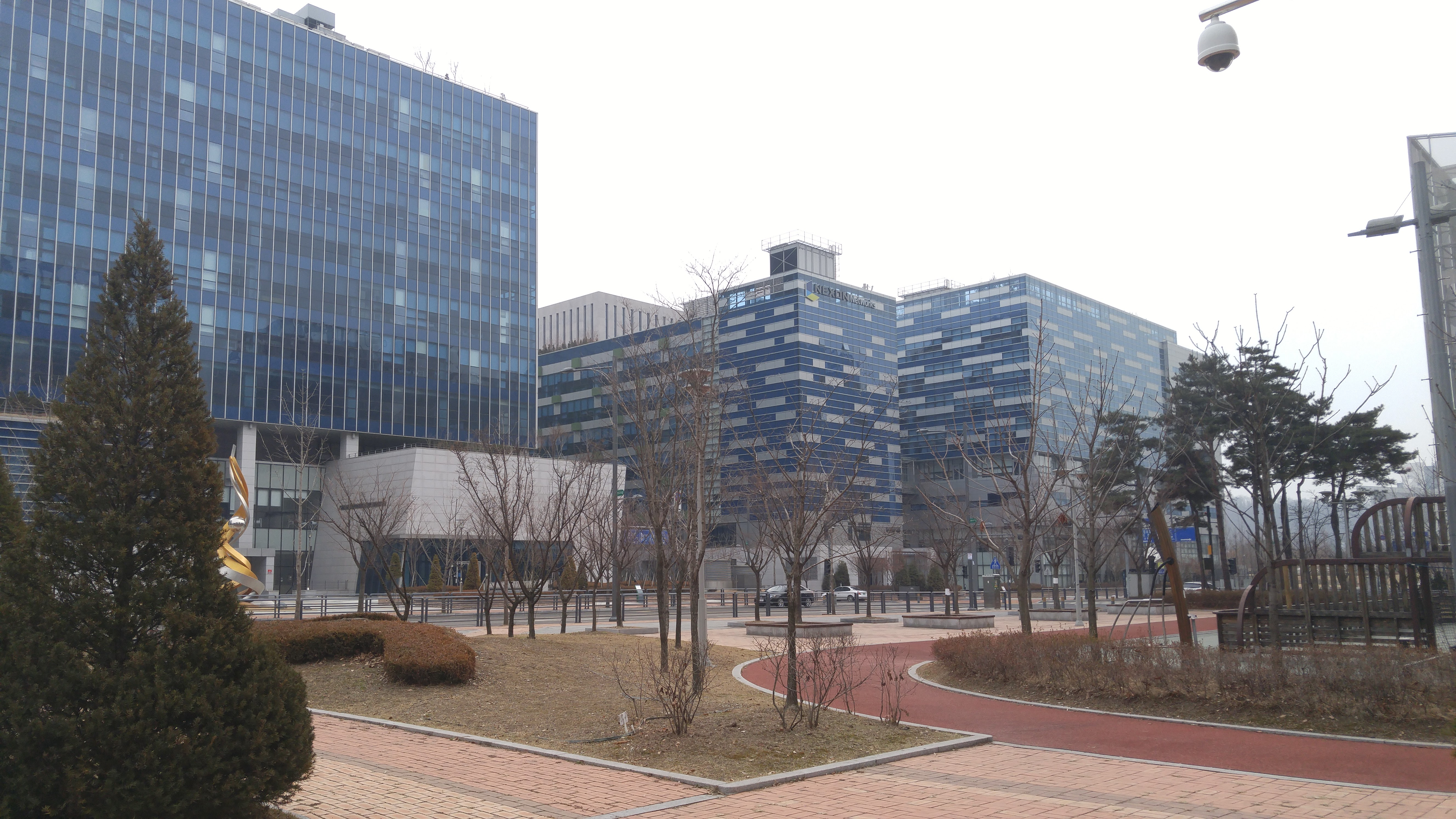
板橋新都市

板橋新都市（：／ Pan'gyosindosi）是大韓民國京畿道城南市盆唐区的一個新都市，位於城南市的正中央，由盆唐區的板桥洞、柏岘洞、三坪洞、云中洞、下山云洞組成。工程从2003年12月30日开始至2011年12月30日竣工。工程规模预计有3万户，8万8千人入住。值得一提的是，板桥新都市从2003年末开始为了能确保城南市的地区发展与城市中心空间，一开始就在环保的都市环境城市计划下进行的。现板桥新都市在京畿道中心位置，周围则是被光州山脉的黔丹山（542m），清溪山（618m）所环绕的盆地型地形。在新都市开发前，这里曾是以传统农业文化为主的地方。现在新都市建造工程几乎已经完工，很多居民已经生活在此。

## 行政區劃
- 行政区域：京畿道城南市盆唐区
- 行政洞名：板桥洞（朝鲜语：판교동），柏岘洞（朝鲜语：백현동），三坪洞（朝鲜语：삼평동），云中洞
- 现时人口：87,789人（第一阶段84,690人，第二阶段3,099人）
- 现时户数：29,263户（第一阶段28,230户，第二阶段1,033户）
- 面积（km²）：8.92 km²

## 交通
公交
- 参考城南市公交（朝鲜语：성남시의 시내버스），光州市公交（朝鲜语：광주시의 시내버스），水源市公交（朝鲜语：수원시의 시내버스）

铁路
- 板橋站（●新盆唐線 · ●首都圈電鐵京江線）

高速公路
- 京釜高速公路：板桥JC（朝鲜语：판교 분기점），板桥IC（朝鲜语：판교 나들목）
- 龙仁首尔高速公路：西板桥IC（朝鲜语：서판교 나들목）
- 首尔外环高速公路：板桥JC（朝鲜语：판교 분기점）
- 京仁第二高速公路：始兴IC（朝鲜语：시흥 나들목 (성남)）

城市高速公路
- 盆唐内谷城市高速公路（朝鲜语：분당내곡도시고속화도로）
- 盆唐水西城市高速公路（朝鲜语：분당수서도시고속화도로）